# ホットハッチ

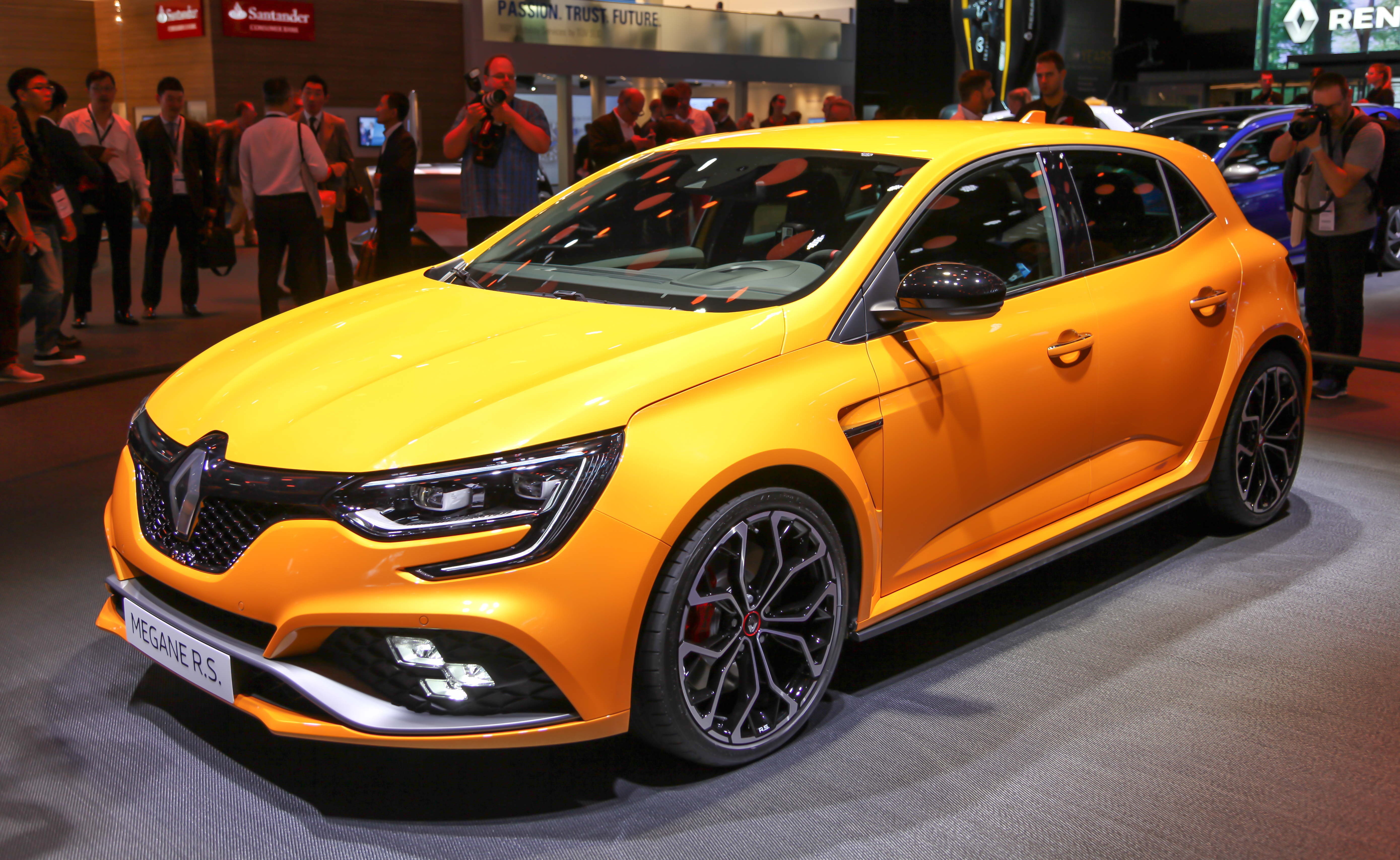
代表的ホットハッチの1つ、ルノー・メガーヌRS

ホットハッチ（英語: hot hatch、ホットハッチバックの略称）は、高性能ハッチバック車である。ヨーロッパ、特にフランスおよびイタリアでは比較的人気がある。北米ではスポーツコンパクトと呼ばれる。

## 特徴
実用性が高いハッチバック車に強力なエンジンを載せ、ブレーキとサスペンションにもチューニングも施し、スポーツカーに近い走行性能を与えた自動車のことを指す。
ハッチバックはノッチバックに比べ、全長の短さや開口部の大きさに起因して空力と車体剛性の面で不利となるが、積載性や小回りといった実用面においては有利となる。このため安価な大衆車を基にしたものが一般的だが、実用性を削って競技用のベース車両（ホモロゲーション車両）として開発されたものもある。
大衆車が基盤であるため駆動方式は前輪駆動（FF）が主流であるが、世界ラリー選手権（WRC）などラリー競技での使用を前提としたモデルは四輪駆動（4WD）を採用することもある。

## 歴史

### 起源

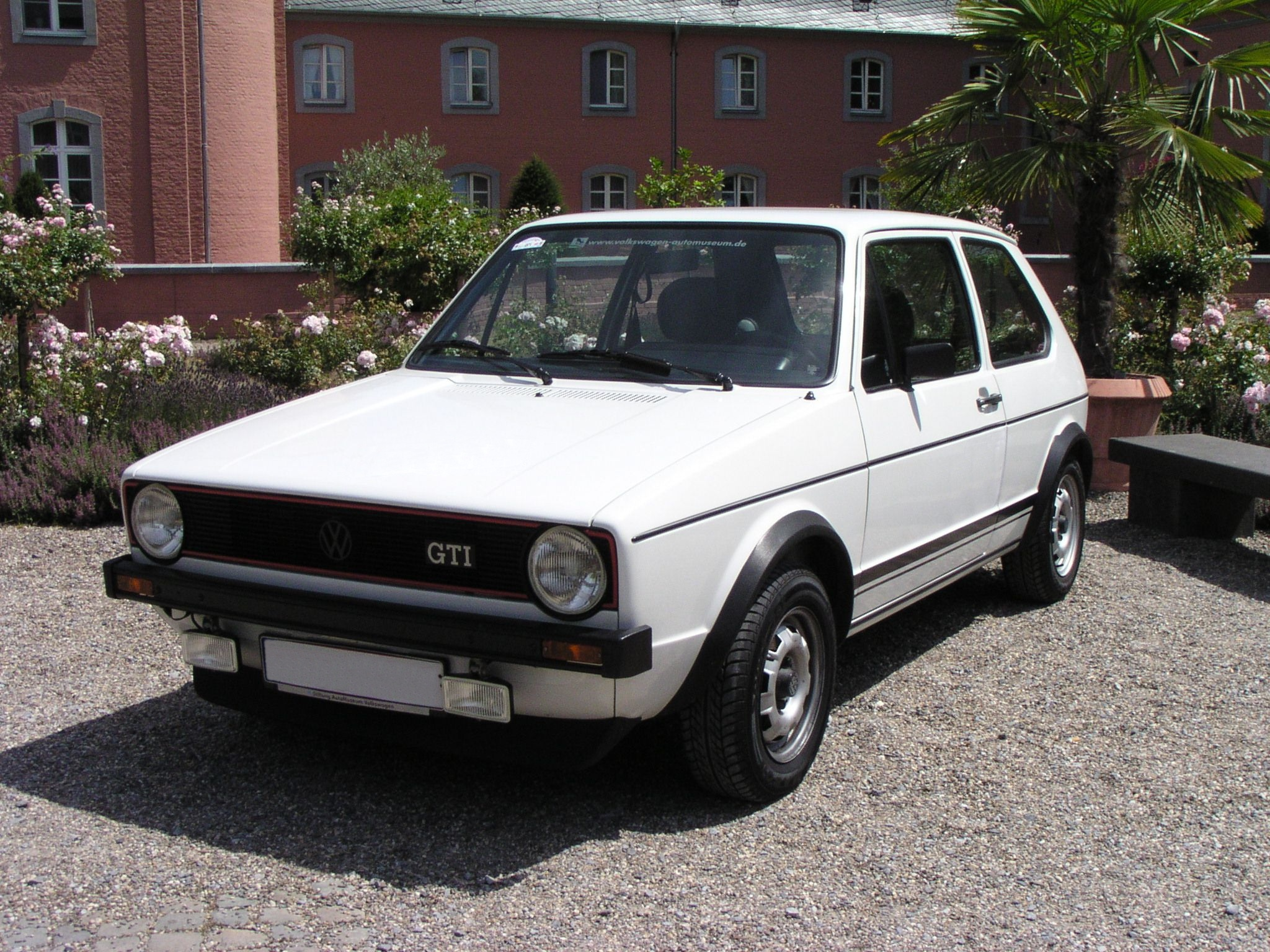
フォルクスワーゲン・ゴルフI GTI

一般的には1977年登場のフォルクスワーゲン・ゴルフI GTIがホットハッチの元祖とされる。フランスのフォルクスワーゲンディーラーが西ドイツの本社に働きかけ、GTIモデルを誕生させたのが起源であり、イタリア人と並んで小さな車を飛ばすことが好きなフランスの自動車愛好家はこのゴルフGTIに熱狂し、大ヒットとなった。フランスでの成功を受け、ゴルフGTIの販売が全欧州から世界へと広がっていくにつれ、一時代のホットハッチの代名詞となった。
ゴルフ以前にも、ボクスホール・シェヴェットHSのような高性能ハッチバック車は存在したが、シェヴェットHSはラリー向けのモデルであったため一部の愛好家にのみ販売されており、実用性の高いゴルフGTIとは違いファミリーカーではなく、駆動方式も従来通りのFRレイアウトだった。FFレイアウトに高出力エンジンを積んだ例は1962年のミニ・クーパーにまで遡れるが、トランクが独立しておりハッチバック車でないため、ホットハッチには含まれない。
ゴルフI GTIは1,600  - 2,000 ccのエンジンを搭載し、標準モデルの特徴である使い勝手の良さはそのままに、高出力かつ足回り（サスペンションやブレーキ）の強化で非常に高い性能を持っていた。これにより「日常輸送にも使えるスポーティーカー」という新しい市場を開拓した。
日本においてはゴルフI GTIの正規輸入はなかったが、次代のゴルフII GTIは8バルブ仕様が輸入開始されるやいなや大ヒットとなった。続けて16バルブ仕様も投入され、標準車に16バルブ用の赤枠の入ったフロントグリルだけを付けたまがい物が現れるほどのブームとなった。その後のゴルフIIIやゴルフIVでは徐々に性能が穏やかとなるが、続くゴルフVでは「GTI is Back.」というキャッチコピーを伴い、ターボチャージャーやDSGを搭載した文字通りのホットハッチとして登場した。

### 欧州での広がり
ゴルフGTIの成功を受けて、欧州の各メーカーも続々とホットハッチを市場に投入した。とりわけ愛好家の多いフランスのルノーからはゴルフGTI登場の前年（1976年）に5アルピーヌが発売されていたが、1979年にはゴルフGTIに対抗してターボ仕様が登場。さらに、オペル/ボクスホールからは1980年にアストラGTEが、英国フォードからは1981年にフォード・エスコート XR3iがそれぞれ登場。これにランチア・デルタ（GT/HFシリーズ）、フィアット・ウーノターボ、プジョー・205GTI、アウトビアンキ・A112などが続いた。
日本では1974年に発売されたホンダ・シビックRSが「ボーイズレーサー」とも呼ばれ、日本におけるホットハッチの元祖とする見方もある。
1980年代末までにはほとんどの日本の自動車メーカーがホットハッチ市場に参入し、1990年代終盤には欧州の全メーカーがハッチバック車にホットハッチを設定していた。ホットハッチは結果的に従来のスポーツカーを生産台数で大きく凌駕し、スポーティーカー最大の市場区分になった。また、世界ラリー選手権（WRC）ではベース車両に小回りの効くハッチバック車を使用することが一般的になっていったため、これもホットハッチの増加に拍車をかけている。